# 平向九十九
平向 九十九（ひらむき つくも、1891年（明治24年）3月5日 - 1973年（昭和48年）5月26日）は、大日本帝国陸軍軍人。最終階級は陸軍少将。

## 経歴
1891年（明治24年）に福島県で生まれた。陸軍士官学校第24期卒業。1939年（昭和14年）3月に陸軍砲兵大佐に進級し、1941年（昭和16年）11月に防空第42連隊長（朝鮮軍・留守第20師団）に就任して京城の防空に任じた。
1944年（昭和19年）5月8日に千葉陸軍高射学校附となり、8月1日に陸軍少将に進級した。1945年（昭和20年）5月16日に高射第4師団司令部附を経て、6月5日に第4高射砲隊司令官（第2総軍・第16方面軍・高射第4師団）に就任し、小倉で防空任務を指揮し終戦を迎えた。
1947年（昭和22年）11月28日、公職追放仮指定を受けた。